# Поваліха
Повалі́ха (рос. Повалиха) — село у складі Первомайського району Алтайського краю, Росія. Адміністративний центр Поваліхинської сільської ради.

## Населення
Населення — 3025 осіб (2010; 2747 у 2002).
Національний склад (станом на 2002 рік):
- росіяни — 98 %

## Персоналії
В Повалісі народився оперний співак (баритон), народний артист України Геннадій Георгійович Калікін.